# Concerto pour piano no 5 de Prokofiev
Pour les articles homonymes, voir Concerto pour piano (homonymie).
Le Concerto pour piano no 5 en sol majeur, opus 55, a été composé en 1932 par Serge Prokofiev. 
Il s'agit de son dernier concerto pour piano, écrit un an après son précédent.
Il fut créé à Berlin le 31 octobre 1932 par le compositeur au piano sous la direction de Wilhelm Furtwängler avec l'orchestre philharmonique de Berlin. Son premier titre était musique pour piano et orchestre pour marquer la partie très importante dévolue à l'orchestre. L'œuvre est en cinq mouvements, dont quatre sont des divertissements, musicalement apparentés au ballet, le Larghetto étant plus long et plus profond. Moins populaire que les premier et troisième concertos, il n'en demeure pas moins un de ses ouvrages les plus réussis et novateurs.
En février 1941, à Odessa, Prokofiev remarque Sviatoslav Richter, l'entend jouer l’œuvre et lui commande de l'interpréter pour un concert en approche. L'interprétation du pianiste restera, jusqu'aujourd'hui, l'une des versions les plus rigoureuses de l’œuvre, en termes de profondeur.

## Analyse de l'œuvre
Le concerto, dans son ensemble, dégage une atmosphère particulièrement « bruyante ».
Le premier et le troisième mouvement présentent des thèmes similaires, et commencent de la même manière, se faisant remarquer par leur rythme. Le second mouvement commence par un glissando introduisant un thème dansant, plus tard contrasté par des mouvements plus étalés. Le mouvement s'achève dans une ambiance curieuse et ambiguë.
Le Larghetto est assez inattendu, dans l'œuvre : il présente une ambiance relativement calme et paisible. C'est le plus long et le plus lent de l'œuvre.
Pour finir, le Vivo est à l'image de l'œuvre : il commence par une ambiance poignante, curieuse, d'un style très moderne, puis il retrouve une ambiance plus calme, à l'image du mouvement précédent. L'œuvre s'achève d'un volume flamboyant[pas clair].

## Mouvements de l'oeuvre
1. Allegro con brio
2. Moderato ben accentuato
3. Toccata. Allegro con fuoco
4. Larghetto
5. Vivo

## Orchestration
| Instrumentation du 5e concerto pour piano et orchestre                |
| Cordes                                                                |
| premiers violons, seconds violons, altos, violoncelles, contrebasses, |
| Bois                                                                  |
| 2 Flûtes, 2 Hautbois, 2 Clarinettes en la, 2 Bassons,                 |
| Cuivres                                                               |
| 4 Cors en ré, 2 Trompettes en ré, 3 Trombones                         |
| Clavier                                                               |
| Piano                                                                 |
| Percussions                                                           |
| timbales, petite batterie                                             |

- Durée moyenne: 25 - 26 minutes.